# Brecht Rodenburg
Engelbrecht Rodenburg (Nieuwerkerk aan den IJssel, 24 december 1967) is een voormalig Nederlands volleybalinternational en behoorde tot het team dat in 1996 Olympisch kampioen werd in Atlanta.
Rodenburg brak op 27 december 1992 zijn been tijdens een wedstrijd van het Nederlands volleybalteam.
Toen Rodenburg terugkeerde in het Nederlands team leek het alsof hij klaar was voor de Olympische spelen van 1996, maar hij liep in mei 1996 tijdens een World League wedstrijd een enkelblessure op. Toch was hij uiteindelijk op tijd fit voor de Olympische Spelen en won met zijn Nederlandse ploeg de gouden medaille.
Peter Blangé · Rob Grabert · Guido Görtzen · Henk-Jan Held · Misha Latuhihin · Jan Posthuma · Brecht Rodenburg · Richard Schuil · Bas van de Goor · Mike van de Goor · Olof van der Meulen · Ron Zwerver